# Désert du Maine
 (juin 2020).
Pour les articles homonymes, voir Maine.
Le Désert du Maine est une formation naturelle de 16 hectares située près de la ville de Freeport, dans l'État du Maine, aux États-Unis. Il est le résultat d'une érosion glaciaire, composée de fins grains rocheux semblables à du sable. Le Désert du Maine n'est pas un vrai désert, puisqu'il reçoit d'abondantes précipitations et est entouré d'une végétation assez importante.

## Formation
Le Désert du Maine tire son origine lorsque la famille Tuttle a acheté et a commencé à cultiver le site en 1797. L'échec de la rotation des cultures de pomme de terre, combiné avec le défrichage des terres et suivi par le surpâturage par les moutons, a conduit à l'érosion des sols, mettant à nu une dune de roche d'origine glaciaire. À l'origine, les petits lopins de sable se sont progressivement étendus et ont dépassé l'ensemble de la ferme. Les Tuttles ont abandonné la terre en 1919 quand celle ci a été achetée pour $300 ($7.50/acre) par Henry Goldrup, qui a converti l'endroit en une attraction touristique en 1925.
Le site est conservé comme curiosité naturelle, accueillant une boutique de cadeaux, un musée du sable et un musée de la ferme . 

## Voir également
- Parc national de Słowiński
- Désert de Błędów